# 米德韋 (喬治亞州)
米德韋（英語：Midway）是一個位於美國喬治亞州利柏提縣的城市。

## 地理
米德韋的座標為31°48′00″N 81°24′44″W / 31.80000°N 81.41222°W，而該地的平均海拔高度為3米（即10英尺）。

## 人口
根據2010年美國人口普查的數據，米德韋的面積為14.50平方千米，當中陸地面積為14.40平方千米，而水域面積為0.10平方千米。當地共有人口2121人，而人口密度為每平方千米146.28人。